# General komunikacijskih enot (Wehrmacht)
General komunikacijskih enot (izvirno nemško General der Nachrichtentruppen; okrajšava Gen d Nach) je bil generalski čin (v rangu polnega generala) v nemškem Heeru (kopenski vojski) za generale komunikacijske specializacije. Čin je bil ustanovljen leta 1940.
Nižji čin je bil generalporočnik, medtem ko je bil višji generalpolkovnik. V drugi veji Wehrmachta (Kriegsmarine) mu je ustrezal čin admirala, medtem ko mu je v Waffen-SS ustrezal čin SS-Obergruppenführerja.

## Oznaka čina
Oznaka čina generala je bila sledeča:
- naovratna oznaka čina (t. i. Litzen) je bila enaka za vse častnike in sicer stiliziran hrastov list z dvema paroma listnih žil na rdeči podlagi;
- naramenska oznaka čina je bila sestavljena iz štirih prepletenih (zlatih in belih) vrvic in dveh zvezdic, ki so bile pritrjene na rdečo podlago;
- narokavna oznaka čina (na zgornjem delu rokava) za maskirno uniformo je bila sestavljena iz ene zlate črte in enega para stiliziranih hrastovih listov na črni podlagi.

Galerija
- Naovratna oznaka čina
- Naramenska oznaka čina
- Narokavna oznaka čina

## Seznam generalov komunikacijskih enot
- Erich Fellgiebel (1886-1944)
- Albert Praun (1894-1975)